# Kenny Washington (Footballspieler)
Kenneth „Kenny“ Stanley Washington (* 31. August 1918 in Los Angeles, Kalifornien; † 24. Juni 1971 ebenda) war ein Profi im American Football. Er war der erste Afroamerikaner, der einen Profikontrakt bei einem Verein der NFL unterschrieb. Er spielte von 1946 bis 1949.

## Leben
Nach der Highschool erhielt er ein Stipendium an der University of California, Los Angeles, wo er für die UCLA Bruins als Runningback von 1937 bis 1939 neben Jackie Robinson eingesetzt wurde. Die NFL weigerte sich 1940, ihm einen Vertrag zu geben, obwohl Washington der beste Forward der USA und der erste all consensus All-American war. Er spielte stattdessen von 1941 bis 1945 halb-professionell für die Hollywood Bears der Pacific Coast Professional Football League.
1946 unterschrieb er einen Vertrag bei den Los Angeles Rams, da sie im mit öffentlichen Geldern finanzierten Olympiastadion von Los Angeles spielen wollten und Afroamerikaner als kalifornische Steuerzahler ebenso ein Recht haben, in diesem Stadion zu spielen. Er spielte für die Rams von 1946 bis 1948. Die von ihm getragene Nr. 13 hat ihm zur Ehre die UCLA niemand anderem mehr gegeben. Er wurde 1956 in die College Football Hall of Fame gewählt. Er gewann 1.914 Yards in drei Jahren, was als NCAA-Rekord 34 Jahre Bestand hatte.
Parallel zu seiner Football-Karriere arbeitete er als Filmschauspieler in Hollywood und war zwischen 1940 und 1950 in zehn Rollen zu sehen. 1966 bekam er in der Fernsehserie Tarzan noch einmal eine Nebenrolle. Von 1950 an war er als Polizist beim Los Angeles Police Department tätig.

## Filmografie
- 1940: While Thousands Cheer
- 1941: Die kleinen Füchse (The Little Foxes)
- 1941: Waffenschmuggler von Kenya (Sundown)
- 1947: Eine Welt zu Füßen (The Foxes of Harrow)
- 1948: Der Mann ohne Gesicht (Rogues’ Regiment)
- 1949: Blutige Diamanten (Rope of Sand)
- 1949: Easy Living
- 1949: Pinky
- 1950: Das Raubtier ist los! (The Reformer and the Redhead)
- 1950: The Jackie Robinson Story
- 1956: You Asked For It (Fernsehserie, 1 Folge)
- 1966: Tarzan (Fernsehserie, 2 Folgen)